# Albrycht Bogusław Mierzejewski
Albrycht Bogusław Mierzejewski herbu Lubicz – wojski lidzki w latach 1670-1694, podczaszy lidzki w latach 1654-1670.
Podpisał pacta conventa Jana III Sobieskiego w 1674 roku.